# صموئيل إتش. ودسون
صموئيل إتش. ودسون هو محامي وسياسي أمريكي، ولد في 15 سبتمبر 1777 في شارلوتسفيل في الولايات المتحدة، وتوفي في 28 يوليو 1827 في مقاطعة جيسامين في الولايات المتحدة. انتخب عضو مجلس النواب الأمريكي ‏.